# Mesochorus punctifrons
Mesochorus punctifrons är en stekelart som beskrevs av Dasch 1971. Mesochorus punctifrons ingår i släktet Mesochorus och familjen brokparasitsteklar. Inga underarter finns listade i Catalogue of Life.